# Sony mylo
El "mylo Personal Communicator" es un dispositivo creado y distribuido por Sony para la mensajería instantánea portátil y otras formas de comunicación por la red, visitando páginas web (utilizando Opera) y para la reproducción transferencia de archivos a otros Sony mylo. Este dispositivo tiene una pantalla que se desliza hacia arriba para revelar un teclado QWERTY. El nombre "mylo" viene de "My life Online". Al usar Wi-Fi en vez de redes móviles, el mylo está pensado para personas de entre 18 y 24 años.
Al utilizar redes Wi-Fi para conectarse a Internet en lugar de las redes celulares GSM, CDMA o 3G (utilizadas normalmente por los equipos de su mismo tamaño y funcionalidad) rebaja el coste de navegación, aunque pueda dificultar la disponibilidad de un punto de acceso.
El mylo es capaz de reproducir vídeo en formato MPEG-4, audio en formato MP3, ATRAC y WMA (incluyendo soporte DRM), fotos en formato JPEG, PNG y BMP. Puede usarse como teléfono Skype, conectarse a Google Talk y Yahoo! Messenger e incluye un sencillo editor de texto.

## Conectividad
Con la configuración USB por defecto (MSC) el mylo se comporta como un dispositivo de almacenamiento masivo USB (igual que un pendrive o un disco duro externo USB). Se le puede transferir entonces música y otros ficheros desde un PC con el software SonicStage instalado, con sólo arrastrar y soltar mediante un manejador de ficheros. En modo MTP puede sincronizar ficheros de audio mediante Windows Media Player 10. Mientras está conectado por USB, el mylo muestra en su pantalla el modo USB que se está utilizando y suspende cualquier otro programa que estuviera ejecutando.
La conexión Wi-Fi 802.11b arranca con el botón deslizante Wireless LAN o automáticamente cuando una de las aplicaciones del mylo que requiera de Internet (por ej., Skype, Yahoo! Messenger, Google Talk, Opera Mobile) intenta acceder a la red y no está establecida una conexión en modo infraestructura. Se puede cambiar el modo Wi-Fi a Ad Hoc para permitir usar aplicaciones que requieran de ese modo.
En Estados Unidos los poseedores de un mylo podían usar gratuitamente los Hotspot de T-Mobile hasta el 31 de diciembre de 2007 cuyo Firmware fuera el v1.200.

## Modelos de mylo
Sony introduce el mylo con la serie COM-1, con modelos en blanco y negro.
| Modelo (y generación) | Modelo (y generación) | Imagen     | Capacidad | Cambios introducidos                               | Conexiones       | Fecha de lanzamiento original | Precio inicial (US$) |
| --------------------- | --------------------- | ---------- | --------- | -------------------------------------------------- | ---------------- | ----------------------------- | -------------------- |
| COM-1                 | 1G                    | Mylo Com-1 | 1 GB      | Lanzamiento inicial. Disponible en Blanco o Negro. | USB, Wi-Fi (b)   | Septiembre de 2006            | $349                 |
| COM-2                 | 2G                    |            | 1 GB      | Second release. Disponible en Blanco o Negro.      | USB, Wi-Fi (b/g) | Febrero de 2008               | $299                 |

## Especificaciones
Como dispositivo el mylo integra una pantalla color TFT de 2,4 pulgadas y 320 x 240 píxels, 1 GB de memoria flash (ampliable a 4 GB), un conector mini-USB, un slot de tarjetas Memory Stick Duo, conectividad Wi-Fi 802.11b (soportando protocolos seguros WEP y WPA-PSK), y una batería de iones de litio de 1200 mAh que ofrece hasta 45 horas de reproducción de música, 8 horas de reproducción de vídeo y hasta 3,5 horas de telefonía por VoIP. Puede utilizar el cargador/alimentador mientras navega, incorpora una interfaz micrófono/auriculares de 10 pines (se incluye un adaptador y auriculares de serie), un teclado QWERTY deslizante que se aloja bajo la pantalla, y todo ello con sólo 150 gramos (5,3 onzas), incluyendo la batería. De serie viene con una funda de neopreno para proteger el aparato.